# Zyzomys argurus
Zyzomys argurus е вид гризач от семейство Мишкови (Muridae). Видът не е застрашен от изчезване.

## Разпространение и местообитание
Разпространен е в Австралия.
Обитава скалисти райони, гористи местности, влажни места, склонове, ливади, крайбрежия и плажове.

## Описание
На дължина достигат до 10,8 cm, а теглото им е около 40,4 g.
Стават полово зрели на 5,2 месеца. Популацията на вида е стабилна.